# Lorine Niedecker
Lorine Niedecker (Black Hawk Island, Wisconsin, 12 de maio de 1903 — 31 de dezembro de 1970) foi uma poeta dos Estados Unidos, única mulher ligada ao grupo de poetas objetivistas e considerada por alguns autores como a maior poeta do sexo feminino daquele país desde Emily Dickinson.

## Biografia
Nascida em uma ilha de economia rural, relativamente isolada, viveu a maior parte da sua vida no mesmo lugar, tendo abandonado a universidade para ajudar a família. 
Lorine Niedecker foi a única mulher participante do grupo objetivista, tendo contato com Louis Zukofsky nos anos 30, a partir de correspondência iniciada em 1931, o qual foi o responsável pela primeira publicação de seus poemas, na revista Poetry e mais tarde incluídos no seu primeiro livro, New Goose (1946), quando a poeta já tinha 43 anos de idade. 
Posteriormente à publicação dos seus poemas na revista de Zukofsky, Lorine, que vivia em um isolamento geográfico que faz com que a comparem a Emily Dickinson, e com poucas condições financeiras, teve seu trabalho negligenciado. Teve empregos como bibliotecária e na estação de rádio da sua cidade e, nos seus últimos anos de vida, como faxineira em um hospital. 
Tendo passado a vida lutando contra a pobreza e pela publicação de seus poemas, a poeta escreveu a maior parte de sua obra sem encontrar possibilidade de publicação.
A partir dos anos 60, ocorreu um interesse pela sua poesia, que foi revalorizada e publicada pelas editoras britânicas Wild Hawthorn Press e Fulcrum Press. Lorine faleceu logo depois, em 1970. 
A partir da década de 90, sua poesia suscitou um grande interesse por parte de poetas como Robert Creeley e os autores associados à  revista L=A=N=G=U=A=G=E, tendo sua obra completa sido reeditada em 2002, com o título Lorine Niedecker: Collected Works.

## A poética
Antes de seu contato com Zukofsky, que a aproximou do Objetivismo, sua poesia foi marcada pelo Imagismo e pelo Surrealismo.
Junto aos objetivistas como William Carlos Williams, "ajudou a criar, uma poesia de expressão americana, diversa da inglesa, mais coloquial, objetiva, centrada na nova realidade e no novos mitos".
Posteriormente, sua poesia toma acentos sociais e políticos, retratando também o meio rural onde vivia.
Conforme o poeta cubano José Kozer, sua poesia "Es transparente, irónica, estrechamente amplia, breve y cuidadosa: un poema suyo (sus poemas todos suelen ser breves) puede tener varias versiones publicadas, y cada versión es un poema en sí, igual y diferente al original".

## Publicações em livro
- New Goose (1946)
- My Friend Tree (1961)
- North Central (1968)
- T&G: The Collected Poems 1936-1966 (1969)
- Blue Chicory (1976) - póstumo
- Harpsichord & Salt Fish (1991) - póstumo